# Gamma Hydrae
Gamma Hydrae (γ Hya / 46 Hydrae) es la segunda estrella más brillante de la constelación de Hidra con magnitud aparente +2,96, detrás de Alfard (α Hydrae). Ocasionalmente se la llama Cauda Hydrae o Dhanab al Shuja, cuyo significado es «la cola de la hidra» o «la cola de la serpiente», por su situación dentro de la constelación. Se encuentra a 132 años luz de distancia del sistema solar.
Gamma Hydrae es una gigante amarilla de tipo espectral G8III (o G8IIIa) y 5110 K de temperatura efectiva, el mismo tipo espectral que la componente menos caliente de Capella (α Aurigae). Más luminosa que ésta —su luminosidad es 105 veces mayor que la del Sol—, tiene un radio es 13 veces más grande que el radio solar.
Presenta un contenido metálico casi igual al del Sol, siendo su índice de metalicidad [Fe/H] = +0,03.
Posee una masa entre 2,7 y 2,9 masas solares, su edad se estima en 370 millones de años.
A diferencia de otras gigantes clásicas que fusionan helio, Gamma Hydrae ha finalizado sólo recientemente la fusión de hidrógeno. Actualmente con un núcleo inerte de helio, está en un estado de transición hacia una estrella más grande y luminosa, conforme el núcleo de helio se contrae. Cuando comience la fusión del helio en carbono y oxígeno, Gamma Hydrae será seis veces más brillante que en la actualidad y casi cinco veces más grande. Posteriormente su tamaño disminuirá a proporciones más normales como las de Pólux (β Geminorum) y Aldebarán (α Tauri).
Gamma Hydrae está catalogada como una posible estrella variable, habiendo recibido el nombre provisional de variable NSV 6180.